# 拉各斯—蒙巴薩高速公路
拉各斯－蒙巴薩高速公路（也被称为蒙巴萨－拉各斯高速公路）是非洲横贯公路中的8号公路，是西非和东非之间的主要公路路线。它有6259公里长，是连接蒙巴萨、拉各斯的高速公路，东西向距离最长为10269公里。

## 路线
该公路是联合国非洲经济委员会（非洲经委会），非洲开发银行（ADB），非洲联盟正在研发的洲际公路网的组成部分，路线穿过尼日利亚，喀麦隆，中非共和国，刚果民主共和国，乌干达和肯尼亚。